# Фонгтяу
Фонгтяу (в'єт. Phong Châu, кит.: 峯州) — стародавня столиця королівства Ванланг (нині В'єтнам) впродовж більшості часу правління династії Хонг Банг, від Третьої до Вісімнадцятої династії Королів Хунг.

## Історія
Фонгтяу було третьою столицею королівства Ванланг слідом за попередньою столицею — Нгіалінь (в'єт. Nghĩa Lĩnh). Руїни Фонгтяу розташовані поблизу району Bạch Hạc, В'єтчі, Футхо; також місто дало назву сучасному району Phong Châu провінції Футхо. Книга 15 століття Повне зібрання історичних записів Дайв'єта (в'єт. Đại Việt sử ký toàn thư) допомогла отримати більше уявленя про Фонгтяу.
Згідно з легендою, це було місце, де Ау Ко, дружина короля Лак Лонг Куана, народила йому дітей, знайшло шану в Храмі Хунг у сучасному районі Фонгтяу, провінція Футхо. З цієї причини історія провінції Футхо тісно пов’язана з історією всієї країни.
Його остаточне падіння було спричинене ослабленням короля Хунг внаслідок підйому сусідніх держав. У 258 році до нашої ери племена Аув'єтів під проводом Тхук Фана (Ан Зионг Вионга) розграбували Фонгтяу під час вторгнення у Ванланг. Після закінчення епохи королів Хунг резиденція уряду переїхала до Колоа.

### Інші відомі люди з Фонгтяу
- Кьєу Конг Тьєн[vi] [3]
- Кьєу Конг Хан[vi], воєначальник, який утримував Фонгтяу під час Епохи дванадцяти шикуанів[vi]